# Festival Eurovisão da Canção Júnior 2014
O 12º Festival Eurovisão da Canção Júnior foi realizado em 15 de novembro de 2014, no Estaleiro de Malta, em Marsa, Malta. Esta foi a primeira vez que o país sediou a competição, após a vitória de Gaia Cauchi com a canção "The start" na edição anterior. Também é a terceira vez na história do Festival Eurovisão da Canção Júnior que o evento foi organizado pelo país vencedor no ano anterior; e a primeira vez na história que a regra da sede do festival adulto será usada (as outras duas vezes foram a Arménia, que já havia sido pré-escolhida para sediar o festival de 2011; e a Ucrânia, que foi convidada para sediar o festival do ano anterior).
No dia 9 de maio de 2014, a EBU, numa conferência de imprensa do Festival Eurovisão da Canção de 2014, revelou o logotipo e o tema para este ano: # Together (em português, # Juntos).
A vencedora foi a Itália. Esta foi a segunda vez na história do evento que um país estreante vence. Esta é também a primeira vitória em um Festival Eurovisão da Canção desde 1990.

## Participações individuais
| #   | País          | Língua            | Artista                        | Canção                                                | Tradução para Português  | Pontuação | Lugar |
| --- | ------------- | ----------------- | ------------------------------ | ----------------------------------------------------- | ------------------------ | --------- | ----- |
| 1º  | Bielorrússia  | Bielorrusso       | Nadejda Misyakova              | "Sokal" (Сокол)                                       | Falcão                   | 71        | 7º    |
| 2º  | Bulgária      | Búlgaro           | Krisia, Hasan & Ibrahim        | "Planetata na detsata" (Планетата на децата)          | Planeta das crianças     | 147       | 2º    |
| 3º  | San Marino    | Italiano          | The Peppermints                | "Breaking My Heart"                                   | Partindo o meu coração   | 21        | 15º   |
| 4º  | Croácia       | Croata            | Josephine Zec                  | Game Over"                                            | Fim de jogo              | 13        | 16º   |
| 5º  | Chipre        | Grego e Inglês    | Sophia Patsalides              | "I pio omorfi mera" (Η πιο όμορφη μέρα)               | O dia mais belo          | 69        | 9º    |
| 6º  | Geórgia       | Georgiano         | Lizi Pop                       | "Happy Day"                                           | Dia feliz                | 54        | 11º   |
| 7º  | Suécia        | Sueco             | Julia Kedhammar                | "Du är inte ensam"                                    | Não estás sozinho        | 28        | 13º   |
| 8º  | Ucrânia       | Ucraniano, Inglês | Sympho-Nick                    | "Pryyde vesna"(Прийде весна)                          | A Primavera chegará      | 74        | 6º    |
| 9º  | Eslovénia     | Esloveno          | Ula Ložar                      | "Niši sam"                                            | Não estás sozinho        | 29        | 12º   |
| 10º | Montenegro    | Montenegrino      | Maša Vujadinović & Lejla Vulić | "Budi dijete na jedan dan" (Буди дијете на један дан) | Seja criança por um dia  | 24        | 14º   |
| 11º | Itália        | Italiano          | Vincenzo Cantiello             | "Tu primo grande amore"                               | Teu primeiro grande amor | 159       | 1º    |
| 12º | Arménia       | Arménio, Inglês   | Betty                          | "People of the Sun"                                   | Pessoas do Sol           | 146       | 3º    |
| 13º | Rússia        | russo             | Alisa Kozhikina                | "Dreamer"                                             | Sonhadora                | 96        | 5º    |
| 14º | Sérvia        | Sérvio            | Emilija Đonin                  | "Svet u mojim očima" (Свет у мојим очима)             | O mundo aos meus olhos   | 61        | 10º   |
| 15º | Malta         | Inglês            | Federica Falzon                | "Diamonds"                                            | Diamantes                | 116       | 4º    |
| 16º | Países Baixos | Holandês e Inglês | Julia                          | "Around"                                              | Em volta                 | 70        | 8º    |

## Regressos
- Chipre - Chipre regressa à competição, visto que não participava a 4 anos na Eurovisão Júnior.[49]
- Sérvia - A emissora nacional da Sérvia RTS confirmou que vai regressar à  competição. O país esteve ausente por 3 edições.[50]
- Bulgária - A emissora da Bulgária BNT confirmou que país retornou ao Eurovisão Júnior. O país já não participa à cerca de 2 anos.[51]
- Croácia - A emissora da Croácia HRT confirmou que o país vai regressar o Eurovisão Júnior, tendo anunciado que a participação estará a cargo da HRT 2. O país retornou após um então hiato recorde de 8 anos.[52]

## Possíveis regressos
- Espanha - O responsável dos concursos juniores Yago Fandiño confirmou que o país estava a ponderar a sua participação, mas não garantiu nada.[53]
- Bélgica - O país esteve em negociações para participar e regressar à competição.[54]

## Saídas
- Macedónia do Norte - O país teve mais um resultado negativo em Kiev e se retirou por um ano.[55]
- Azerbaijão e  Moldávia - Os dois países se retiraram sem nenhum motivo aparente.[55]

## Estreias
- Itália - No site oficial do JESC, revelaram que a Itália vai participar na competição pela primeira vez. O país considerou inúmeras vezes se iria participar; e existiram rumores a muitos anos de uma provável entrada do país.[56]
- Montenegro - A emissora do país confirmou que após 10 anos de rumores, o país participaria pela primeira vez no JESC em Malta como um país independente, depois de terem participado em 2005, quando ainda era parte da federação de Sérvia e Montenegro.[57]
- Eslovénia - O supervisor do JESC confirmou que o país iria fazer sua estreia no festival.[58]

## Outros países
- Dinamarca - O país disse que não tem planos para regressar à competição.[59]
- Islândia - A emissora islandesa confirmou em julho que o país não vai se estrear este ano, apesar de terem dado uma possível participação em 2014 em Malta.[60]
- Irlanda - A emissora RTÉ anunciou que nunca tiveram nenhum interesse neste concurso, mas uma emissora da Irlanda (TG4) anunciou que tem muito interesse neste concurso; e eles disseram que poderiam se estrear em 2014, mas depois foi confirmado que o país não participa pelo facto de não terem fundos suficientes.[61]
- Grécia - Foi falado através do site Esc + Plus que o país iria participar. No entanto, dia 7 de julho foi confirmado que a emissora da Grécia NERIT comunicou ao site Eurovoix que não estariam a participar.[62]
- Alemanha - O país anunciou que tem interesse no concurso, mas não vão se estrear ainda este ano. Porém, eles deram uma possível participação na próxima.[63]
- Finlândia - Uma representante sueca falou que eles não estariam fazendo nenhuma estreia. A língua finlandesa disse que ainda pode participar embora.[64]
- Hungria - A MTVA, emissora nacional húngara, anunciou à ESCUnited.com que eles não vão tomar parte no concurso, visto que o país tinha dado uma possível participação. Este era esperado por participar juntamente com a Islândia, Alemanha e Irlanda. Nenhum desses países vão estrear, mas poderão se estrear para o ano seguinte.[65]
- Lituânia - O país tinha dado uma possível participação, mas depois recusou.[66]
- Moldávia - O país já tem vários representantes propostos para representá-lo, mas ainda não confirmou a sua participação.[67]
- Portugal - O país anunciou a 4 de setembro que não ia participar.
- Suíça - O país anunciou que não ia voltar em 2014.[68]
- Reino Unido - O país anunciou que não ia regressar em 2014.[69]
- Letónia - O país informou que não ia participar em 2014.[70]
- Chéquia - O país informou que não ia se estrear no concurso júnior.[71]
- Áustria - O país informou que não ia participar em Malta.[72]
- Roménia - O país anunciou que não têm intenção em regressar à competição pela falta de interesse do público, mas não excluíram a possibilidade de regressar em 2015.[73]
- Polónia - O país estava em negociações para participar e para regressar à competição, mas depois foi confirmado que afinal não iria regressar.[74]